# Aspidella (fossiel)
Aspidella is een rond fossiel behorende tot de Ediacarische fauna. Aspidella terranovica is ontdekt in 1868 door Alexander Murray en beschreven door Elkanah Billings in 1872, waarmee het de als eerste beschreven Ediacarische fossiel is, maar tot de ontdekking van andere Ediacarische biota in de jaren 1950, zoals Chamia, werd er vaak getwijfeld of de Aspidella-fossielen wel echte fossielen waren, of het gevolg van chemische processen van niet-organische oorsprong.